# Alexander der Große (Racine)

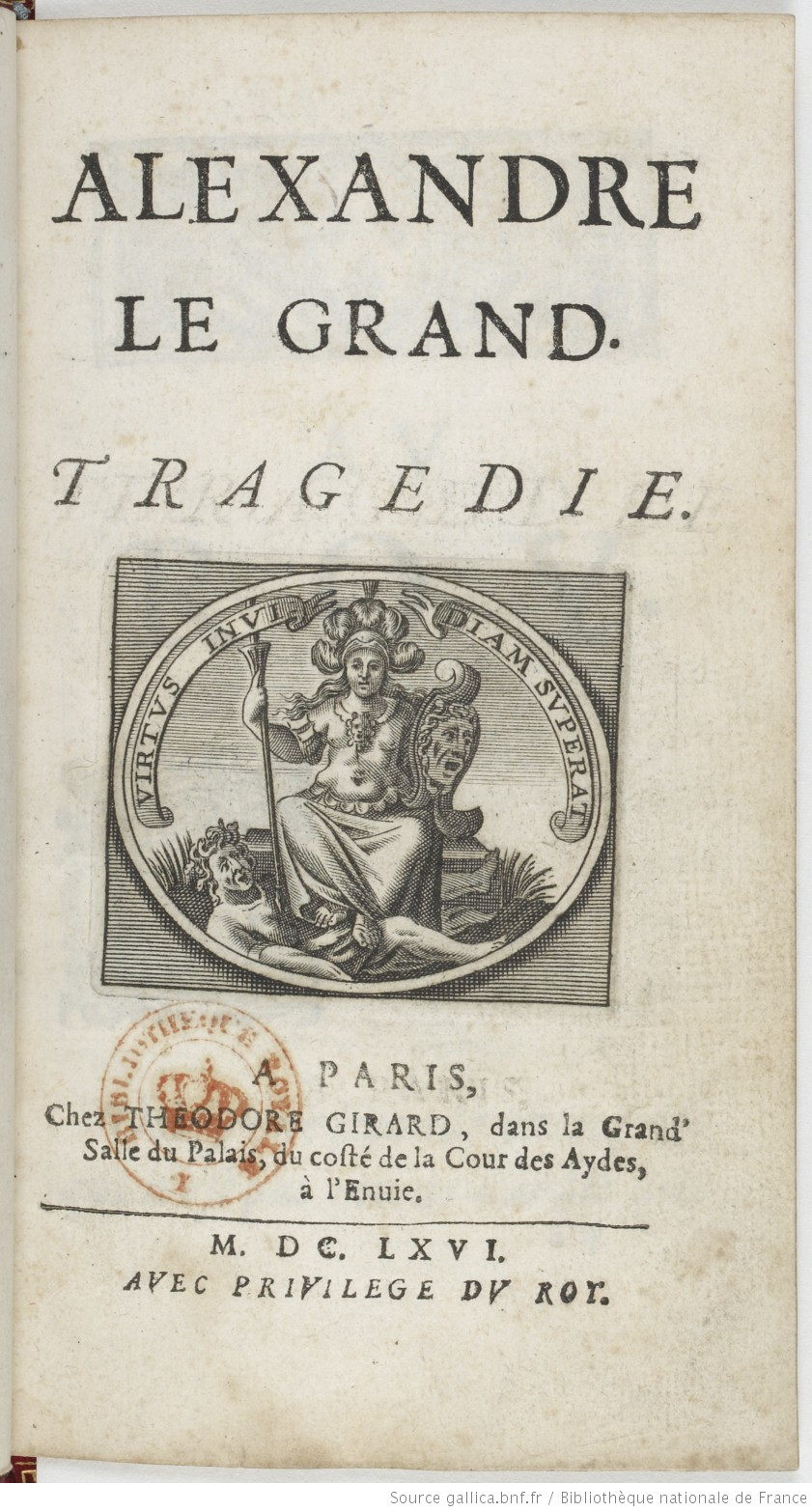
Titelblatt der Erstausgabe

Alexandre le Grand (deutsch: Alexander der Große) ist eine Tragödie in fünf Akten von Jean Racine. Die Uraufführung fand am 12. April 1665 (nach anderer Angabe am 4. Dezember 1665) im (damaligen) Théâtre du Palais-Royal in Paris statt. Das zwischen den Tragödien La Thébaïde (1664) und Andromaque (1667) entstandene Stück besteht aus 1548 Alexandrinern.

## Historischer Hintergrund
Racine hat sich wesentlich auf das Achte Buch der nur teilweise erhaltenen Alexandergeschichte (Historiae Alexandri Magni) des römischen Historikers Quintus Curtius Rufus gestützt, in der der Indienfeldzug Alexanders (327 v. Chr.) beschrieben wird.

## Inhalt
Die Tragödie handelt von der Liebesbeziehung Alexanders zur indischen Prinzessin Cléophile, die durch Intrigen zwischen ihrem Bruder Taxilus und dessen Verbündeten Porus um die Königin Axiane erschwert wird.

## Textausgaben
- Jean Racine. Œuvres complètes. Bd. 1. Théâtre - Poésie. Préface Georges Forestier. Gallimard, Paris, 1999. (Bibliothèque de la Pléiade. 5.) ISBN 978-2-07-011561-7
- Jean Racine, Théâtre complet II, Paris, Gallimard, coll. Folio, 1983, 567 S., ISBN 2-07-037495-5, Vorwort und Anmerkungen von Jean-Pierre Collinet